# Międzynarodowe Stowarzyszenie Barmanów
Międzynarodowe Stowarzyszenie Barmanów (The International Bartenders Association, w skrócie IBA) – międzynarodowa organizacja promująca najlepszych barmanów na świecie. Została założona 24 lutego 1951 roku w the Saloon of the Grand Hotel w Torquay w Anglii.
Koktajle, według IBA, mierzone są w centylitrach (cl), a nie w powszechnie używanych mililitrach (ml).
IBA wprowadziła listę oficjalnych koktajli alkoholowych.

## Imprezy
Stowarzyszenie jest organizatorem takich imprez
, jak:
- World Cocktail Competition (WCC)
- World Flairtending Competition (WFC)

## Polska w IBA
- Od 5 do 11 listopada 2011 roku w Warszawie, w Hotelu Hilton, odbył się międzynarodowy kongres IBA, podczas którego wydano specjalną książkę z okazji 60-lecia działalności Stowarzyszenia[3].
- Polskę w Międzynarodowym Stowarzyszeniu Barmanów reprezentuje Stowarzyszenie Polskich Barmanów (ang. Polish Bartenders Association (PBA)), którego prezesem jest Piotr Sajdak[4].